# Oficjum
Oficjum – forma dramatyczna uprawiana w średniowieczu. Była ona wykonywana jako część obrzędu liturgicznego, ale nie należała do kanonicznych składników nabożeństwa. Wyróżniane były dwie formy oficjum:
- oficjum dialogowe, gdzie dominował dialog między chórem a osobami dramatu,
- oficjum dramatyczne, gdzie oprócz słowa ważną rolę grały gesty i dekoracje.

Odmawianie brewiarza przez duchownego Kościoła katolickiego nosi także nazwę oficjum.